# Quant a

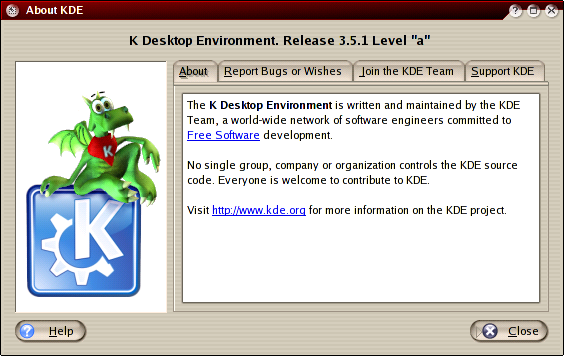
El quadre de diàleg «Quant a» del KDE 3.5.1 introduí el Konqi, la mascota d'aquest entorn d'escriptori.

Quant a és una funcionalitat oferta per la majoria dels programes per mostrar informació relacionada amb ells, generalment dins un quadre de diàleg.
Típicament, aquesta informació consisteix en:
- el nom complet del programa;
- la seva versió exacta;
- la seva data de publicació;
- el nom dels col·laboradors qui l'han desenvolupat, i aquell de la companyia al si de la qual l'han fet;
- mencions de caràcter jurídic (llicència, drets d'autor, avisos de privadesa per a l'usuari, patents) ;
- un logotip;
- una adreça electrònica o un enllaç cap al lloc web del programari o de la companyia que l'edita;
- un resum del que fa el programa;
- informació sobre el registre del produït (per al programari de prova);
- de vegades, easter eggs.

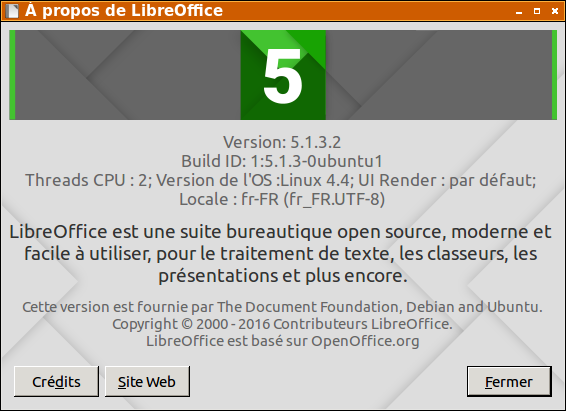
Captura de pantalla de la finestra «Quant a» del LibreOffice (programari lliure), en francès, que inclou un resum del que fa aquest programa.

Aquest quadre de diàleg és més sovint accessible mitjançant el menú d'ajuda, identificat amb el títol «Quant a» o «Quant al [nom del programa]», de vegades seguit de punts suspensius.
Històricament, aquest concepte prové del primer sistema operatiu Macintosh, on «Quant a» era el primer element del menú que s'obria en clicar el logotip d'Apple.
Es poden trobar igualment pàgines similars a molts llocs web (vegeu, per exemple, la pàgina «Quant a» de la Viquipèdia).
Aquesta pràctica és equivalent a l'etiquetatge dels productes, les dades d'informació editorial, els crèdits al domini audiovisual, la coberta d'un disc, etcètera.